# Bunte Moschee (Tetovo)

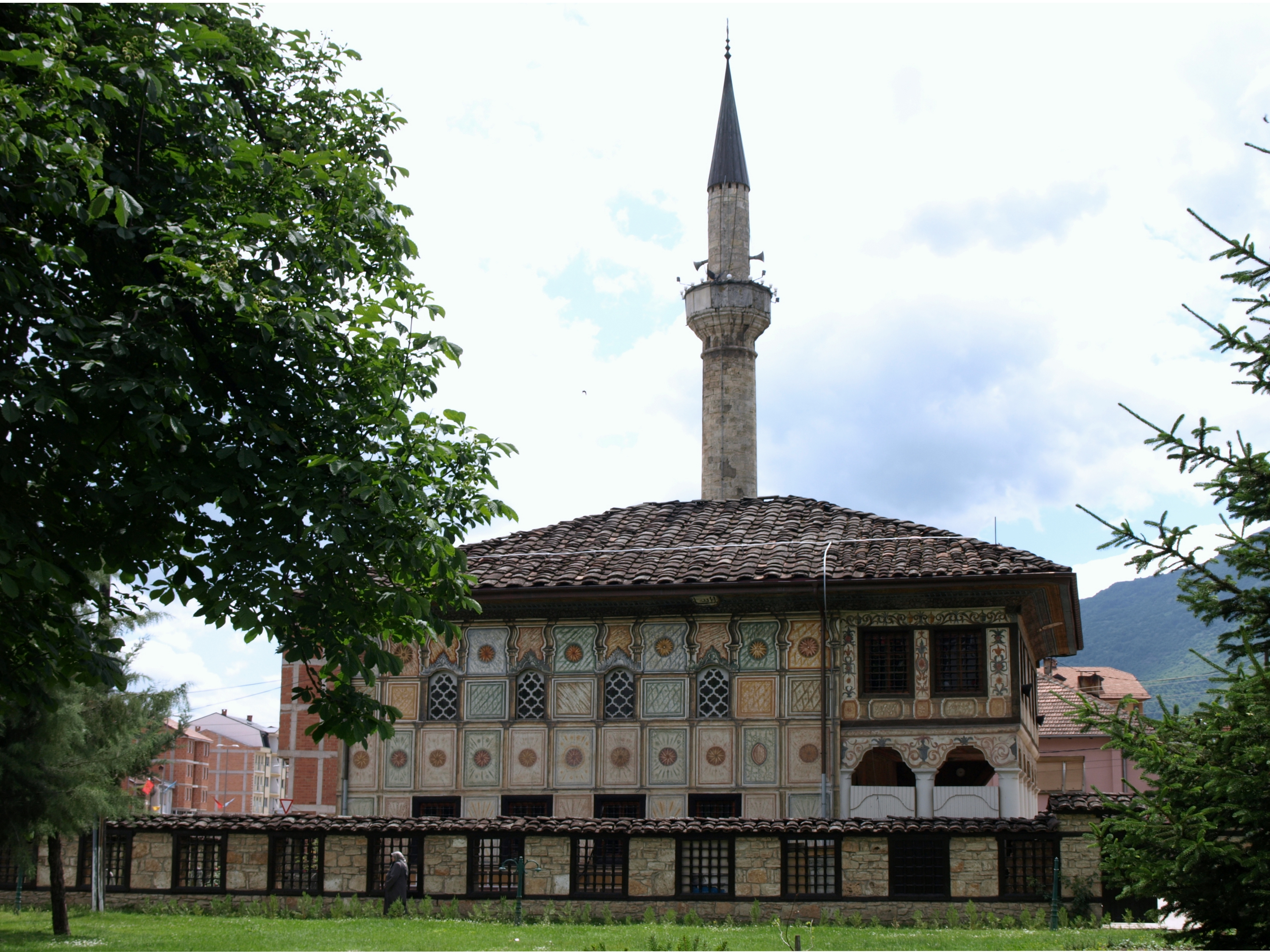
Die Bunte Moschee von Tetovo (Nordostansicht)

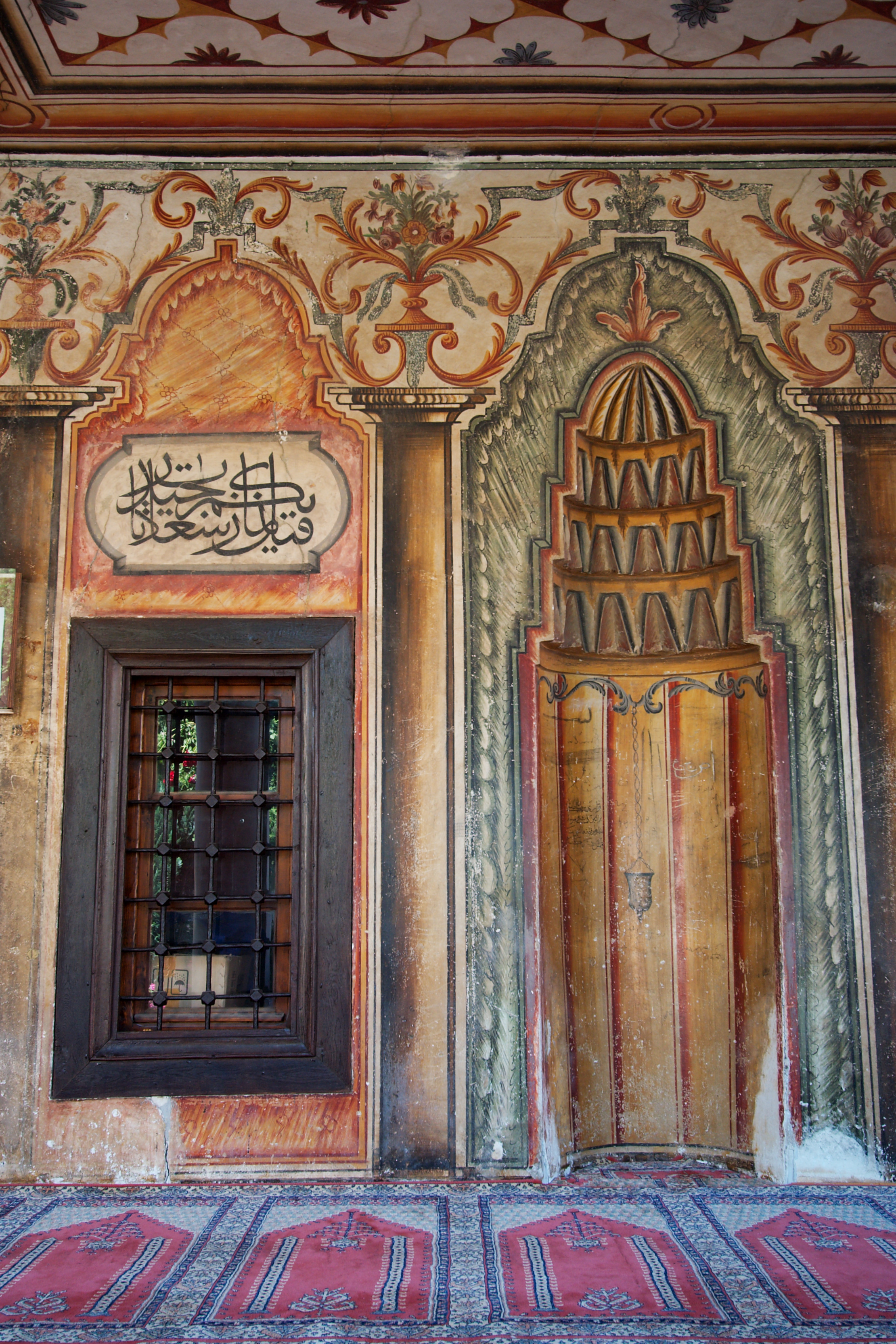
Der Mihrab der Bunten Moschee

Die Bunte Moschee (albanisch Xhamia e Larme, Xhamia e Ngjyrosur oder Xhamia e Pashës; mazedonisch Шарена џамија Šarena Džamija; türkisch Alaca Cami) in Tetovo liegt am Fluss Pena in der Altstadt an der Kreuzung der Straßen B. Miladinovi und Ilinden neben weiteren Bauwerken aus osmanischer Zeit.
Die Moschee ist reichlich mit bunten Arabesken – den Ornamenten aus der islamischen Kunst – an der Fassade wie auch im Innern verziert. Davon bekam das islamische Gotteshaus auch seinen Namen: Das türkische Adjektiv alaca bedeutet „bunt“. Von den albanischen Einwohnern wird das Bauwerk mehrheitlich Xhamia e Pashës genannt, was zu Deutsch „Pascha-Moschee“ bedeutet.

## Baugeschichte
Die Bunte Moschee ist 1495 errichtet worden. Laut Inschriften am Gebäude waren zwei Frauen die Stifterinnen des Bauwerkes.
Im Jahr 1833 ließ man die Moschee vollständig erneuern und ausbauen. Das alte Gebäude mit Ausnahme des Minaretts wurde abgerissen und ein völlig neues ersetzte es. Aus diesen Renovationen stammen unter anderem auch die bunten Verzierungen an Außen- und Innenfassade. Der neue Bauherr war ein gewisser Abdurrahman Pasha, der zu den bekanntesten Paschas von Tetovo (türk. Kalkandelen) zählte. Neben der Moschee ließ er auch die Erneuerung der Stadtfestung (Kalaja) und der Tekke verordnen.
1991 wurden Restaurierungen durch die muslimische Gemeinschaft unternommen.

## Aufbau und Ausstattung
Architektonisch stellt die Bunte Moschee ein zehn mal zehn Meter großes Einraumgebäude dar. Der gen Nordwesten geöffnete Portikus ist fünf Meter breit, wird von sechs Steinsäulen getragen und ist nach oben mit einem Mehfil abgeschlossen. Der Sakralbau hat ein vierflächiges Dach (Walmdach), das mit Ziegeln alttürkischen Stils gedeckt ist. An der südwestlichen Seite befindet sich das Minarett.
Die heutige Form dieser Moschee stellt eine architektonische Symbiose aus Barock und neo-klassizistischer osmanischer Architektur dar. Den innen und außen angebrachten Dekorationen hat der Bau seinen Namen zu verdanken. Es handelt sich um geometrische und florale Muster mit figürlichen Darstellungen von Landschafts- und Architekturmotiven. Die Gebetsnische (Mihrab) und die Kanzel (Mimbar) sind aus Marmor im Barockstil gestaltet. Im Hof der Moschee befindet sich ein Brunnen für rituelle Waschungen (Wuḍūʾ) und ein Grabmal (Türbe) für die Stifterinnen der Anlage, Hurshide und Mensure.
Die Moschee ist von einer Grünanlage mit Blumenbeeten umgeben; auf der anderen Seite des Flusses steht der Hamam.